# 克里提普斯
克里提普斯（英語：Cratippus of Athens），约活动于公元前4世纪前后。雅典历史学家，续有自公元前410年到科农在克尼杜斯的胜利（公元前394年）的修昔底德的历史。他也被认为是希腊化时代晚期的著作家。

## 扩展阅读
- Gomme, A. W. . The Classical Quarterly. 1954, 4: 53–55. doi:10.1017/S0009838800007886.
- Lehmann, Gustav A. . . 1976, 23: 265–288. ISSN 0084-5388.
- 本条目包含来自公有领域出版物的文本: Chisholm, Hugh (编).  (第11版). London: Cambridge University Press. 1911.